# 야율균덕식
야율균덕식(耶律勻德寔, ? ~ ?)은 당나라 시대 거란 질랄부(迭剌部)의 족장(夷离)이었다. 야율살랄덕의 셋째 아들이자 야율살랄적의 아버지이며, 질랄부의 주민들을 통솔해 농업과 목축을 시작하였다. 요 태조가 요나라를 건립한 이후 간헌황제(簡獻皇帝) 현조(玄祖)라 추숭하였다.

## 가족

### 아내
- 간헌황후 소씨(簡獻皇后 蕭氏)

### 아들
- 야율마로(耶律麻魯)
- 야율암목(耶律巖木)
- 야율석로(耶律釋魯)
- 야율살랄적(耶律撒剌的)

## 참고 문헌
- 《요사(遼史)》